# テトラオクタコンタン
| テトラオクタコンタン | テトラオクタコンタン |
| -------------------- | -------------------- |
| CH3(CH2)82CH3        |                      |
| IUPAC名              | テトラオクタコンタン |
| 分子式               | C84H170              |
| 分子量               | 1180.2486            |
| CAS登録番号          | 7667-91-6            |

テトラオクタコンタン (Tetraoctacontane) とは、直鎖状のアルカンの1種。炭素原子が84個、分岐することなく一列に連なっている。分子式はC84H170。分子量は1180.2486。